# Fontenelle (Côte-d'Or)
Fontenelle é uma comuna francesa na região administrativa da Borgonha-Franco-Condado, no departamento de Côte-d'Or. Estende-se por uma área de 9,91 km². Em 2010 a comuna tinha 171 habitantes (densidade: 17,3 hab./km²).